# Porella pulcherrima
Porella pulcherrima là một loài rêu trong họ Porellaceae. Loài này được Herzog & S. Hatt. mô tả khoa học đầu tiên năm 1986.